# Adam Žouželka
Adam Žouželka (Přerov, 30 ottobre 2001) è un giocatore di football americano ceco, che gioca come runningback per i Prague Lions.